# Turn You Inside-Out
Turn You Inside-Out è un brano musicale del gruppo musicale statunitense R.E.M., proveniente dal sesto album in studio Green (1988).

## Descrizione
Il brano è stato pubblicato come singolo promozionale, raggiungendo una buona posizione in classifica.

## Classifiche
| Classifica (1989)             | Posizione massima |
| ----------------------------- | ----------------- |
| Stati Uniti (alternative)     | 10                |
| Stati Uniti (mainstream rock) | 7                 |